# Казе Полони (Тревизо)
Казе Полони је насеље у Италији у округу Тревизо, региону Венето.
Према процени из 2011. у насељу је живело 67 становника. Насеље се налази на надморској висини од 96 м.